# Prioniomus
Prioniomus is een geslacht van kevers uit de familie van de loopkevers (Carabidae). De wetenschappelijke naam van het geslacht is voor het eerst geldig gepubliceerd in 1937 door Jeannel.

## Soorten
Het geslacht Prioniomus omvat de volgende soorten:
- Prioniomus antonellae Giachino & Vailati, 2011
- Prioniomus etontii Giachino & Vailati, 2011
- Prioniomus gabriellae Giachino & Vailati, 2011
- Prioniomus moczarskii Jeannel, 1937
- Prioniomus peloponnesiacus Giachino & Vailati, 2011
- Prioniomus scaramozzinoi Giachino & Vailati, 2011